# Хорольський Олексій Олексійович
Олексі́й Олексі́йович Хоро́льський (нар. 2 травня 1979, смт Варва, Чернігівська область, Українська РСР) — український музичний продюсер, музикант, композитор, аранжувальник, саунд-продюсер. Засновник джазового гурту Magnifika, співзасновник та керівник рок-симфонічного оркестру Prime Orchestra. З 2022 року — волонтер.

## Життєпис
Закінчив Харківську державну академію культури за фахом диригент симфонічного оркестру, викладач по класу гітари. 
У 2014 році разом з Максимом Максименком та Юрієм Рибалком заснував рок-симфонічний кросовер-оркестр Prime Orchestra. Засновники мали на меті створити не просто симфонічний музичний колектив, а справжнє шоу з піротехнічними та світловими ефектами, джаз і рок-бендом, вокалістами та діджеєм. 
У 2018 році кавер-версії хітів гурту Depeche Mode у виконанні Prime Orchestra були відібрані представниками британської групи для акції Facebook Fan Takeover. Станом на квітень 2020 року на рахунку Prime Orchestra було вже понад 450 концертів у різних країнах світу.
У 2019 році разом зі співачкою Альоною Левашовою створив сольний проєкт під назвою GARNA, прем’єра якого відбулася у грудні 2019 року в Києві. Дебютна пісня проєкту «Who we are» була представлена публіці в рамках Національного відбору на Євробачення-2020.

## Волонтерська діяльність
З початком повномасштабної війни в Україні Prime Orchestra під керівництвом Олексія Хорольського провів благодійний тур європейськими містами, метою якого є збір коштів для потреб Збройних Сил України. Гастролі музикантів тривали понад місяць, під час яких виступи відбулись у Польщі, Фінляндії, Латвії та Естонії. У репертуарі оркестру лунали від каверів всесвітньовідомих гуртів AC/DC, Queen та Scorpions до українських мелодій у власній інтерпретації. Перед кожним виступом музиканти демонстрували ролик про Харків та жахливі наслідки атаки на місто російських окупантів.